# Веренски, Зак
Закари «Зак» Веренски (англ. Zachary "Zach" Werenski; 19 июля 1997 года) — американский хоккеист, защитник «Коламбус Блю Джекетс». Чемпион мира 2025 года.

## Карьера
Выступал в командах низших лиг. Привлекался в молодёжные сборные. На молодёжном чемпионате мира 2016 года завоевал бронзовую медаль и был признан лучшим защитником турнира.
1 апреля 2016 года дебютировал в НХЛ в составе «Коламбус Блю Джекетс». По итогу сезона 2016/17 был номинирован на приз лучшему новичку сезона — «Колдер Трофи».
В 2021 году подписал новый контракт с «Коламбус Блю Джекетс» на 6 лет и $ 9,583 млн за сезон.
В 2025 году Майкл был вызван и играл за основную сборную США на Чемпионате мира 2025, на котором сборная США выиграла золото.